# Miconia chapensis
Miconia chapensis là một loài thực vật có hoa trong họ Mua. Loài này được E. Cotton & W. Meier mô tả khoa học đầu tiên năm 2003.